# Martin Terefe
Martin Terefe (Stoccolma, 18 aprile 1969) è un produttore discografico e musicista svedese.
Pur essendo di nazionalità svedese, fino all'età di dieci anni ha vissuto a Caracas, Venezuela.

## Biografia
Ha iniziato ad appassionarsi alla musica molto presto e, fra il 1979 ed il 1996, rientrato nella sua città natale, suona nella band Distortion to United Soul Orchestra.
A quindici anni ottiene il suo primo contratto discografico ma scopre che il ruolo del frontman non gli si addice poiché si trova meglio a scrivere ed a produrre.
Martin inizia quindi a viaggiare nel Regno Unito e negli USA dove incontra Michael Dixon, già manager di Ron Sexsmith, che diventa anche il suo manager e con il quale nel 1996 fonda, dopo essersi trasferito a Londra, la sua etichetta discografica: la Kensaltown Records.
Nel 2009 Billboard lo classifica al numero 10 dei produttori di canzoni di successo entrate nella Hot 100 dei singoli
Fra i brani di maggior successo ai quali ha lavorato: I'm Yours (Jason Mraz), Hey, Soul Sister (Train) che raggiunse il numero tre della Billboard Hot 100 vendendo oltre cinque milioni di copie digitali solamente negli USA.
Fra gli artisti con i quali ha collaborato spiccano; a-ha, Magne F, Train, Jason Mraz, Mutya Buena (delle Sugababes), KT Tunstall, James Morrison, Yusuf Islam (Cat Stevens), Craig David.
Martin ha anche lavorato con due artisti Italiani Elisa Toffoli per la quale ha prodotto il singolo Come Speak To Me (2002), ovvero la versione inglese del suo singolo di successo Luce (Tramonti a Nord Est) e Luca Dirisio per il quale ha prodotto l'album del 2011  Compis (A Pretty Fucking Good Album).
Martin Terefe ha anche delle registrazioni come artista al suo attivo: insieme a Nick Whitecross (cantante dei Kissing the Pink, noti in Italia specialmente per il singolo  One Step) ha inciso gli album Terefe/Whitecross e From Here To Helsinki (scritto a Praga nel 1999 e pubblicato nel 2009). Nel 2008 dà il via agli Apparatjik, pubblicando attraverso la sua etichetta Kensaltown il brano Ferreting, sigla di chiusura della serie di BBC2 Amazon ed inclusa nell'album Songs For Survival volto a raccogliere fondi per l'associazione Survival International. Con gli Apparatjik prosegue con ulteriori produzioni.